# Other Backward Classes
Unter dem Begriff Other Backward Classes (englisch „andere zurückgebliebene Klassen“, OBC) werden in Indien bestimmte staatlich spezifizierte Bevölkerungsgruppen verstanden, die sozioökonomisch benachteiligt sind und deswegen eine besondere staatliche Förderung beanspruchen dürfen. Der Begriff ist in gewisser Hinsicht komplementär zu den Begriffen der Scheduled Castes und Scheduled Tribes. Der Bevölkerungsanteil der Other Backward Classes ist bisher aufgrund fehlender statistischer Daten nicht genau bestimmbar und wurde auf 36 bis 52 % geschätzt.

## Historische Entwicklung

### Verfassungsrechtlicher Auftrag
Die am 26. Januar 1950 in Kraft getretene Verfassung Indiens war stark von egalitären Ideen beeinflusst. Die geistigen Väter der Verfassung, unter ihnen Bhimrao Ramji Ambedkar, schrieben als Verfassungsziel fest, dass sich der Staat um die Gleichstellung benachteiligter Bevölkerungsgruppen kümmern müsse. In der Verfassung wurde dem Staatspräsidenten explizit das Recht eingeräumt, eine Kommission zu ernennen, die sich mit der Besserstellung benachteiligter Bevölkerungsgruppen befassen sollte:

“(1) The president may by order appoint a commission, consisting of such persons as he thinks, fit to investigate the conditions of socially and educationally backward classes within the territory of India and the difficulties under which they labour and to make recommendations as to the steps that should be taken by the union or any state to remove such diffculties and as to improve their condition […].
(2) A Commission so appointed shall […] present to the President a report setting out the facts as found by them and making such recommendations as they think proper.
(3) The President shall cause a copy of the report so presented together with a memorandum explaining the action taken thereon to be laid before each House of Parliament.”

„(1) Der Präsident kann auf dem Wege der Verordnung eine Kommission ernennen, die aus Personen besteht, die nach seinem Ermessen geeignet sind, die Lebensumstände der sozial und hinsichtlich Bildung zurückgebliebenen Klassen auf dem Territorium Indiens, sowie die Schwierigkeiten, unter denen sie ihren Lebensunterhalt bestreiten, zu untersuchen. Diese Kommission kann Empfehlungen hinsichtlich der Schritte, die durch die Unionsregierung oder der Regierung eines Bundesstaats unternommen werden sollten, aussprechen, damit solche Schwierigkeiten beseitigt und die Lebensbedingungen verbessert werden. […]
(2) Eine so ernannte Kommission […] soll dem Präsidenten einen Bericht vorlegen, der die durch sie gefundenen Tatsachen und angemessene Empfehlungen enthält.
(3) Der Präsident soll veranlassen, dass der Bericht zusammen mit einem Memorandum über die zu treffenden Maßnahmen beiden Häusern des Parlaments vorgelegt wird.“

### Kalelkar-Kommission 1953–1955
Der erste indische Staatspräsident Rajendra Prasad machte von seinem in Artikel 340 festgehaltenen Verfassungsrecht Gebrauch und ernannte am 29. Januar 1953 eine Kommission unter dem Vorsitz von Kaka Kalelkar. Dieser Kommission wurde die Aufgabe gestellt, eine Liste von Bevölkerungsgruppen zu erstellen, die sozial und hinsichtlich Bildung benachteiligt waren und die nicht bereits als Angehörige der Scheduled Castes oder Scheduled Tribes registriert waren. Um diese Bevölkerungsgruppen zu identifizieren, orientierte sich die Kommission an vier Kriterien: (1) niedriger Rang in der traditionellen Hindu-Kastenhierarchie, (2) niedriger Bildungsstand, d. h. Alphabetisierungsrate, (3) unzureichende oder keine Vertretung in staatlichen Behörden, (4) unzureichende Vertretung in Handel, Industrie und Finanzwesen.
Am 30. März 1955 legte die Kommission ihren Bericht vor. Sie hatte eine Liste von 2399 zurückgebliebenen Kasten oder Gemeinschaften erarbeitet, von denen 837 als „sehr rückständig“ („most backward“) gekennzeichnet waren. Zu den Empfehlungen der Kommission gehörte es, dass bei künftigen Zensuserhebungen die Kastenzugehörigkeit ermittelt werden sollte. Die Kommission empfahl außerdem, dass Frauen grundsätzlich als „zurückgebliebene Bevölkerungsgruppe“ klassifiziert werden sollten. In höheren Ausbildungsstätten sollten 70 Prozent aller Ausbildungsplätze für qualifizierte Angehörige der identifizierten zurückgebliebenen Bevölkerungsgruppen reserviert werden. Auch bei Stellen im Staatsdienst sollten Quoten für die vermeintlich benachteiligten sozialen Gruppen reserviert werden. Es gab jedoch schon innerhalb der Kommission erhebliche Differenzen, welche Gruppen wirklich als rückständig anzusehen seien und letztlich wurde der Abschlussbericht der Kommission aufgrund unterschiedlicher Einschätzungen in dieser Frage nicht von der Regierung akzeptiert und blieb daher weitgehend folgenlos.
| Kommission                                    | Berichts- jahr | Bundesstaat    |
| --------------------------------------------- | -------------- | -------------- |
| Kumara Pillai Commission Damodaran Commission | 1965 1970      | Kerala         |
| Manohar Prashad Commission                    | 1978           | Andhra Pradesh |
| Bakshi Commission Rane Commission             | 1978 1983      | Gujarat        |
| Sattanathan Commission Ambashankar Commission | 1970 1985      | Tamil Nadu     |
| Havanur Commission T. Venkataswamy Commission | 1975 1986      | Karnataka      |

Die indische Unionsregierung überließ es in der Folgezeit den Regierungen der Bundesstaaten, Regelungen für besonders benachteiligte Gruppen zu treffen. Die gesetzliche Grundlage hierfür bildeten die „besonderen Regelungen“ („special provisions“) in den Verfassungsartikeln 15(4) und 16(4).
Von dieser Möglichkeit machten die Bundesstaaten Gebrauch und setzten eigene Kommissionen ein, die Empfehlungen ausarbeiteten, die dann zum Teil in Gesetze zur Besserstellung der OBC umgesetzt wurden. Dies führte zu einer Vielzahl von juristischen Klagen von Personen, die sich durch die Gesetze diskriminiert fühlten. Diese Klagen gelangten zum Teil bis vor die High Courts und den Supreme Court. Anfänglich entschied der Supreme Court in mehreren Urteilen, dass das Merkmal ‚Zugehörigkeit zu einer bestimmten Kaste‘ alleine nicht ausreichend für die Einstufung als OBC sei. Außerdem wurde die Reservierung von staatlichen Stellen und Ausbildungsplätzen auf maximal 50 Prozent der Plätze begrenzt, da alles darüber Hinausgehende „exzessiv“ sei. In späteren Urteilen milderte der Supreme Court seine anfängliche Ablehnung der Kastenzugehörigkeit als Hauptkriterium ab und akzeptierte im Großen und Ganzen die weitgehende Überlappung der Begriffe „Kaste“ und „Klasse“.

### Mandal-Kommission 1979–1980
Am 1. Januar 1979, zur Zeit der Janata-Regierung unter Premierminister Morarji Desai und des Präsidenten Neelam Sanjiva Reddy, wurde eine zweite Kommission unter Vorsitz von Bindheshwari Prasad Mandal mit der Behandlung des Problems der unterprivilegierten Bevölkerungsgruppen betraut. Die Mandal-Kommission lieferte ihren Bericht am 31. Dezember 1980 ab. Für die Klassifikation einer Bevölkerungsgruppe als „rückständig“ erarbeitete sie 11 Kriterien. Dies waren zum einen soziale Kriterien: (1) wenn eine Gruppe von anderen Bevölkerungsgruppen als rückständig angesehen wurde, (2) wenn ihre Angehörigen für ihren Lebensunterhalt überwiegend auf manuelle Arbeit angewiesen waren, (3) wenn häufig Ehen schon vor der Volljährigkeit abgeschlossen wurden, und (4) wenn Frauen häufiger als im Landesdurchschnitt arbeiteten. Zum zweiten waren es Kriterien des Bildungsgrads: (5) hoher Anteil von Kindern, die nie eine Schule besucht hatten, (6) hoher Anteil von Schulabbrechern, (7) niedriger Anteil an erfolgreichen Schulabsolventen. Zum dritten kamen wirtschaftliche Kriterien hinzu: (8) hoher Anteil von Armut, (9) unzureichende Wohnverhältnisse, (10) unzureichender Zugang zu sauberem Wasser, und (11) hoher Grad an Verschuldung, um einfache Lebensbedürfnisse zu befriedigen. Diese 11 Kriterien wurden verschieden gewichtet. Soziale Kriterien wurden mit drei Punkten gezählt, Bildungskriterien mit zwei, und wirtschaftliche Kriterien mit einem Punkt. In dieser Weise ließ sich ein Score zur Entscheidungsfindung definieren. Eine Gruppe wurde nach Mandal dann als zurückgeblieben angesehen, wenn sie einen Score von mindestens 11 erreichte.
Die Mandal-Kommission klassifizierte 3743 Hindu-Kastengruppen als zurückgeblieben. Der letzte indische Zensus, bei dem vollständige Daten zur Kastenzugehörigkeit erhoben worden waren, hatte im Jahr 1931, noch zur Zeit Britisch-Indiens stattgefunden. Aus späterer Zeit gab es hierzu keine zuverlässigen Daten, sondern nur noch Erhebungen zu den sogenannten Scheduled Castes. Die Mandal-Kommission konnte daher den Anteil der von ihr als rückständig klassifizierten Bevölkerungsgruppen nur anhand einer Hochrechnung auf die Gegenwart schätzen und kam zu dem Ergebnis, dass ungefähr 52 Prozent der Hindus den Other Backward Classes (OBCs) zuzurechnen waren. Bei dem Nicht-Hindu-Bevölkerungsanteil (16,16 % der Gesamtbevölkerung) schätzte die Kommission den Anteil der OBCs ad hoc auf denselben Prozentwert, also 8,4 % der Gesamtbevölkerung. Die Kommission empfahl, die mit niederen, unreinen Arbeiten befassten Muslime und die christlichen Konvertiten aus der Gruppe der Dalits als OBCs einzustufen.
Die Empfehlungen der Mandal-Kommission sahen eine Reservierung von staatlichen Stellen sowie Studien- und Ausbildungsplätzen an Universitäten und höheren Bildungseinrichtungen für Angehörige der OBCs vor. Da bereits 22,5 % der Stellen für Scheduled Castes und Scheduled Tribes entsprechend deren Bevölkerungsanteil reserviert waren und nach Verfassungsrecht nur bis zu 50 Prozent aller Stellen reserviert werden durften, verblieben 27 Prozent, die für die Angehörigen der OBCs zu reservieren seien.

### Streit um die Implementierung der Mandal-Empfehlungen
Zum Zeitpunkt des Berichts der Mandal-Kommission im Dezember 1980 war die Janata-Regierung bereits wieder durch eine Regierung der Kongresspartei unter Indira Gandhi abgelöst worden. Diese hatte kein größeres Interesse, den Bericht der Mandal-Kommission zu veröffentlichen oder zeitnah umzusetzen – zum einen deswegen, weil sie die zu erwartenden sozialen Unruhen fürchtete, und zum anderen, weil die Kongresspartei ihre Anhängerschaft in den nördlichen Hindi-Staaten zu einem erheblichen Maß aus den mittleren und fortgeschritteneren Kasten schöpfte, deren Interessen durch den Mandal-Bericht tangiert wurden. Auch unter Indira Gandhis Sohn Rajiv Gandhi, die von 1984 bis 1989 als Premierminister amtierte, blieb der Kommissionsbericht in den Schubladen.
Die Parlamentswahl 1989 wurde durch die Janata Dal gewonnen, die anschließend eine Minderheitsregierung unter Premierminister Vishwanath Pratap Singh bildete. Am 7. August 1990 kündigte Singh die Implementierung der Empfehlung des Mandal-Berichts an, 27 Prozent der Stellen im Staatsdienst und an den höheren Bildungseinrichtungen für Angehörige der OBCs zu reservieren und ließ am 13. August 1990 ein entsprechendes Memorandum veröffentlichen. Daraufhin erheben sich massive Proteste von Studentenvereinigungen der mittleren und oberen Kasten, die sich durch diese Politik der Stellenreservierung um ihre möglichen Arbeitsplätze im Staatsdienst und ihre berufliche Zukunft gebracht fühlten. Der folgende Streit um die Implementierung des Mandal-Berichts war ein führender Auslöser für die vorzeitigen Neuwahlen im Jahr 1991 und führte zu einer Politisierung der Angehörigen der Other Backward Classes. Politische Parteien, die sich speziell auf die OBCs als Wählerpotential fokussierten, wie die Samajwadi Party, die Bahujan Samaj Party und die Janata Dal und ihre Nachfolgeparteien (Janata parivar) erlebten einen erheblichen Aufwind.
Gegen die Implementierung der Mandal-Empfehlungen wurden verschiedene Klagen vor den Gerichten eingereicht. In einem wegweisenden Urteil im Verfahren Indra Sawhney etc. vs Union of India & others entschied das Oberste Gericht am 16. November 1992, dass die Reservierung von 27 % der Stellen im Staatsdienst und 27 % der Studienplätze für Angehörige der OBCs grundsätzlich rechtens sei. In der Urteilsbegründung stellte das Gericht fest, dass nicht ein Kriterium alleine (z. B. Kastenzugehörigkeit, wirtschaftliche Rückständigkeit etc.) zur Definition einer Zugehörigkeit zu den OBC genüge. Nicht nur Hindus, sondern auch Gruppen von Angehörigen anderer Religionen (Muslime, Buddhisten, Christen etc.) seien in die OBCs einzuschließen. Die kleine Gruppe der wirtschaftlich besser gestellten Angehörigen einer insgesamt rückständigen Kaste (die sogenannte „creamy layer“, das „Sahnehäubchen“) müssten dagegen von der Reservierung ausgeschlossen bleiben.
Mit Wirkung vom 2. April 1993 wurde die National Commission for Backward Classes ins Leben gerufen, deren Hauptaufgabe es wurde, basierend auf dem Urteil des Obersten Gerichts 1992 eine vollständige Liste aller Bevölkerungsgruppen, die als OBC gelten können, zu erstellen.
Im September 2008 hatte die Kommission insgesamt 1963 Gruppen den Status einer Other Backward Class zuerkannt.

## Heutige Situation

Abschätzungen zum Anteil der OBC an der Gesamtbevölkerung:
• Mandal-Kommission 1980,
• National Sample Survey (NSS) 1999–2000,
• National Sample Survey Organisation (NSSO) 2004–2005

Obwohl die Empfehlungen der Mandal-Kommission 1992 für verfassungskonform erklärt wurden, war die Realität mehr als 20 Jahre später noch weit von den damals gesteckten Zielen entfernt. Nach Auskunft des indischen Regierungsportals RTI waren zum Stichtag 1. Januar 2015 statt der vorgesehenen 27 % weniger als 12 % der Stellen im Staatsdienst der indischen Unionsregierung mit Angehörigen der OBC besetzt.
Unklarheiten bestehen weiterhin über den genauen Bevölkerungsanteil der Other Backward Classes. Während die Mandal-Kommission diesen auf 52 Prozent schätzte, kamen spätere Stichprobenerhebungen zu niedrigeren Zahlen. Beispielsweise wurde im Jahr 2004–2005 der Anteil von OBCs auf 41 % geschätzt.
Der Regierung wurde zum Vorwurf gemacht, die Zahlen zu den OBCs aus politischen Gründen nur zögerlich bekanntzugeben um den zu erwartenden Streitigkeiten auszuweichen. In mehreren Bundesstaaten ist der Frage der Zugehörigkeit zu den OBCs zeitweilig zu einer großen politischen Frage geworden. Beispielsweise agitieren seit Jahren politische Führer der Jats, die besonders stark im Bundesstaat Haryana vertreten sind, für eine Anerkennung als Other Backward Class. Im Mai und Juni 2008 rebellierte die Gemeinschaft der Gurjar in Rajasthan, um eine „Umklassifizierung“ von Other Backward Class zu Scheduled Tribe zu erreichen – weil sie sich davon einen größeren Anteil an den zu verteilenden staatlichen Pfründen, d. h. Stellenreservierungen erhoffte. Ab dem Juli 2015 kam es zu gewalttätigen Ausschreitungen in Gujarat, weil die zahlenmäßig starke Kaste der Patidar (oder Patels) die Anerkennung als OBC verlangte.